# الساحة الهاشمية

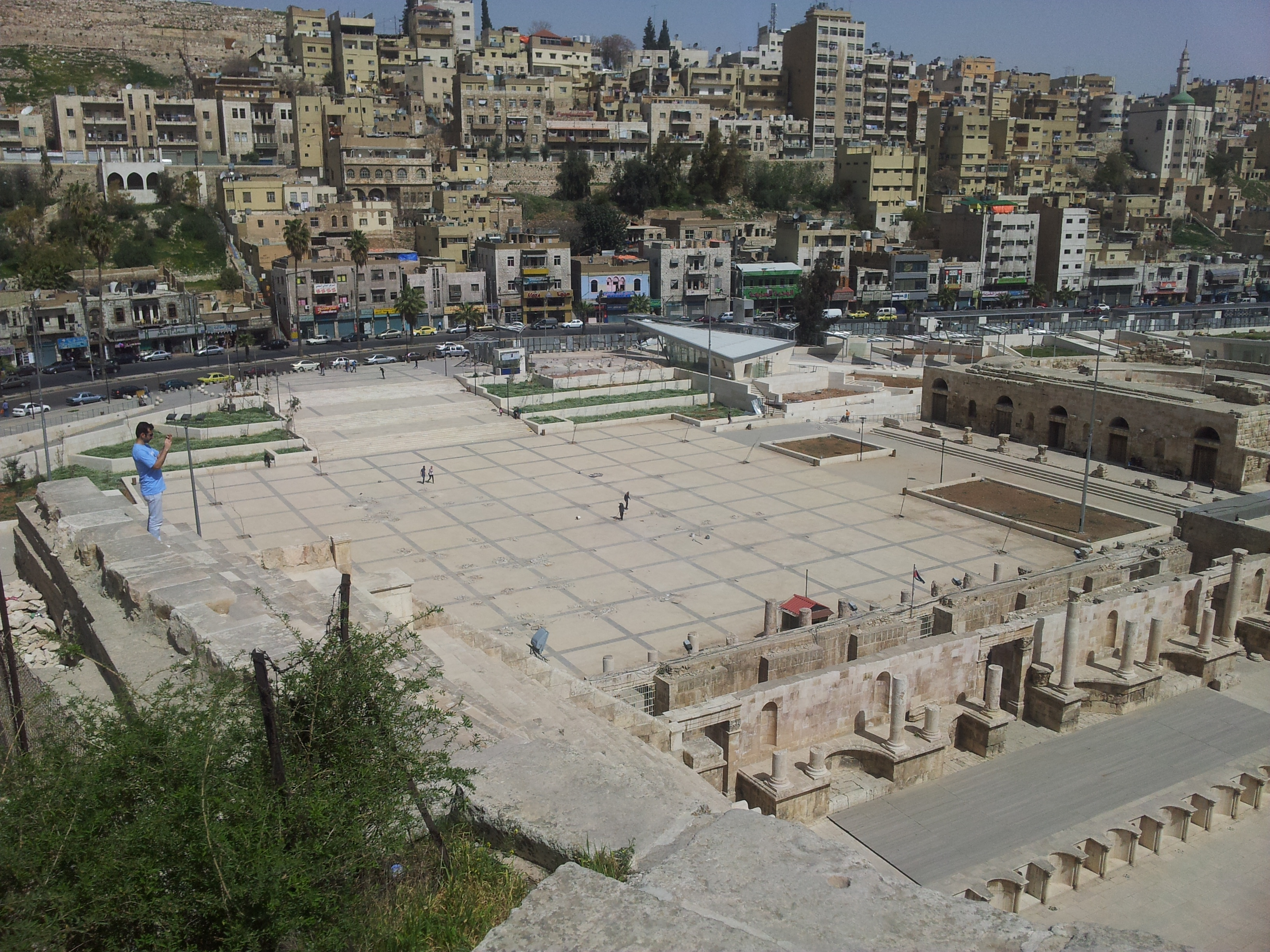

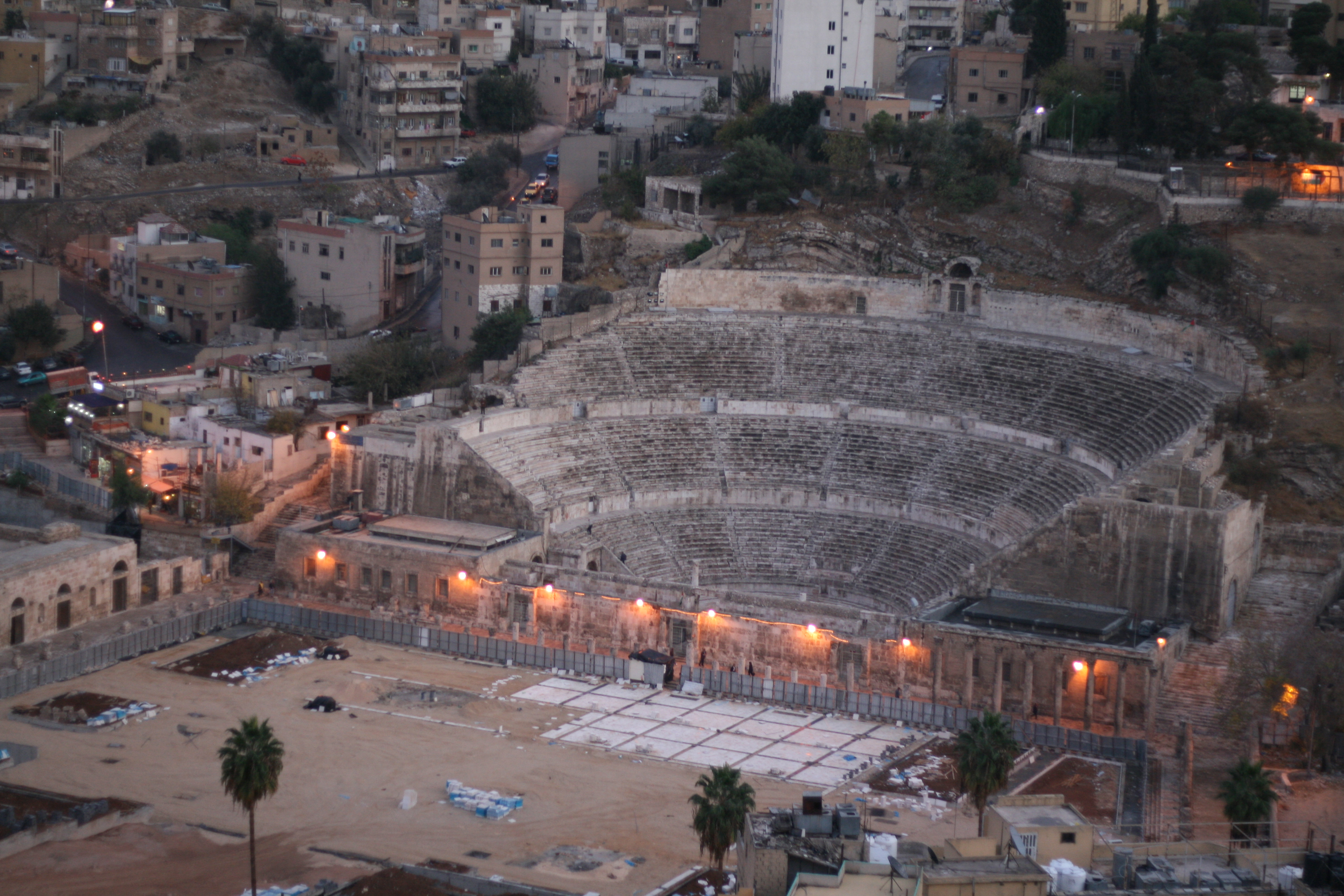
الساحة الهاشمية أثناء تجديدها

تقع في مدينة عمان وهي تقع في الجزء الشرقي منها --عمان الشرقية في موقع متوسط بالقرب من المدرج الروماني (عمان) تم إنشاؤها سنة 1986 م على مساحة 12 دونماً لتكون ميداناً عاماً للاحتفالات الشعبية ومتنفساً للمدينة.تمتاز الساحة بمطاعمها ومقاهيها المصفوفة المحيطة بالساحة.

## معركة الكرامة
وفي عام 1968 وبعد النصر الذي حققه الجيش الأردني في معركة الكرامة، تم عرض الخسائر الإسرائيلية والغنائم التي كسبها الأردن أمام الملأ في هذه الساحة وسط احتفالات عارمة عمت المملكة احتفاء بالنصر اللعربي الأردني الأول على إسرائيل.

## مرافق الساحة
تتراوح مساحة المشروع بما يقارب 40 دونم شاملة مساحة المدرج الروماني والمدرج الشتوي و تتكون من المرافق التالية :
- ممر سيل عمان والنوافيرالراقصة: ممر منحي من الموزاييك الملون و تتخلله منافذ النوافير الراقصة وذلك تجسيدا لذكرى سيل عمان، وتعلو هذا الممر مظلات معدنية بتصاميم معاصرة عدد (24) لتلقي بظلاها على جانبي السيل المؤطر بالحدائق والمساحات الخضراء وأحواض الزهور.
- الساحة الاحتفالية الرئيسية: التي تشكل نافذة للمدرج الروماني بمساحة 4000م2 وتحتضن هذه الساحة الفعاليات والاحتفالات الشعبية و الوطنية.
- المبنى الإعلامي(Media Building) والمكون من طابقين بمساحة 600 م2:

1. الطابق الأرضي: مكاتب إدارة الساحة والصيانة بالإضافة إلى الخدمات العامة (دورات المياه).
2. الطابق الأول: مقهى مسقوف بالإضافة إلى تيراسات ذات إطلالات خلابة على الساحة وجبل القلعة ووسط البلد.

- الجدار الاعلامي(Media Wall):والمكون من شاسة عرض بمساحة (37 م2) لعرض البرامج الوثائقية و السياحية والرسائل التوعوية المتعلقة بعمــان ،بالإضافة إلى بث مباشر لفعاليات المدرج الروماني، ويقابل هذه الشاشة مدرج مصغر للمشاهدين .
- الرواق المظلل (Colonnade): وهو عبارة عن رواق مغطى بمظلات معدنية بطول 110م وعرض 4 بالرصيف المحاذي لشارع الهاشمي .
- الصوان الزجاجي ( Pavilions) : وهي عبارة عن منشآت حديثة من الزجاج والمعدن عدد (3) , وبمساحة (78 م2) لكل منها، تحتوي على مقاهي ومركزخدمة الزوار.
- المساحات الخضراء المرتفعة (Green lawns): والمكونة من احواض زراعية مرتفعة لتشكل حوافها مقاعد للزوار وتم اختيار النباتات والأشجار الملائمة للبيئة المحلية والموفرة للظلال.
- كشك الأمن والشرطة السياحية : حيث يتوفر في الساحة عناصر الأمن و الحماية والمدعمة بنظام مراقب بالكاميرات بالإضافة إلى الادلة و المرشدين السياحيين لضمان راحة وأمن الزوار.

## انظر ايضا
أمانة عمان الكبرى 